# Міглінік Адольф Ізидорович
Адольф Ізидорович Міглінік (1903, місто Санкт-Петербург, тепер Російська Федерація — 20 грудня 1971, місто Рига, тепер Латвія) — латвійський радянський державний і комуністичний діяч, секретар ЦК КП Латвії. Депутат Верховної Ради Латвійської РСР. Член ЦК Комуністичної партії Латвії.

## Життєпис
Народився в родині робітника. З 1921 року працював робітником на Мурманській залізниці.
З 1923 року — на радянській, партійній та господарській роботі в різних містах Карельської АРСР.
Член РКП(б) з 1924 року.
У 1939 році закінчив Ленінградську промислову академію.
У 1939—1945 роках — на керівних інженерних посадах на підприємствах Москви та Новосибірська.
З 1945 року — інструктор, заступник завідувача промислового відділу ЦК КП(б) Латвії; заступник секретаря Ризького міського комітету КП(б) Латвії із промисловості і транспорту.
У 1948—1952 роках — голова правління Латвійської республіканської Спілки виробничих артілей.
З 1952 по червень 1953 року — завідувач відділу важкої промисловості ЦК КП Латвії.
У червні 1953 — січні 1956 року — завідувач промислово-транспортного відділу ЦК КП Латвії.
20 січня 1956 — 30 березня 1961 року — секретар ЦК КП Латвії.
З 1961 року — на пенсії за станом здоров'я. Був позаштатним членом Партійної комісії при ЦК КП Латвії, радником Ради міністрів Латвійської РСР.
У 1964—1967 роках — заступник голови Президії Верховної ради Латвійської РСР.
З 1967 року — персональний пенсіонер союзного значення в місті Ризі.
Помер 20 грудня 1971 року після тривалої важкої хвороби в місті Ризі. Похований 24 грудня 1971 року на цвинтарі Райніса в Ризі.

## Нагороди
- два ордени Трудового Червоного Прапора
- орден «Знак Пошани»
- медалі